# Engelbrekts Kyrkogata

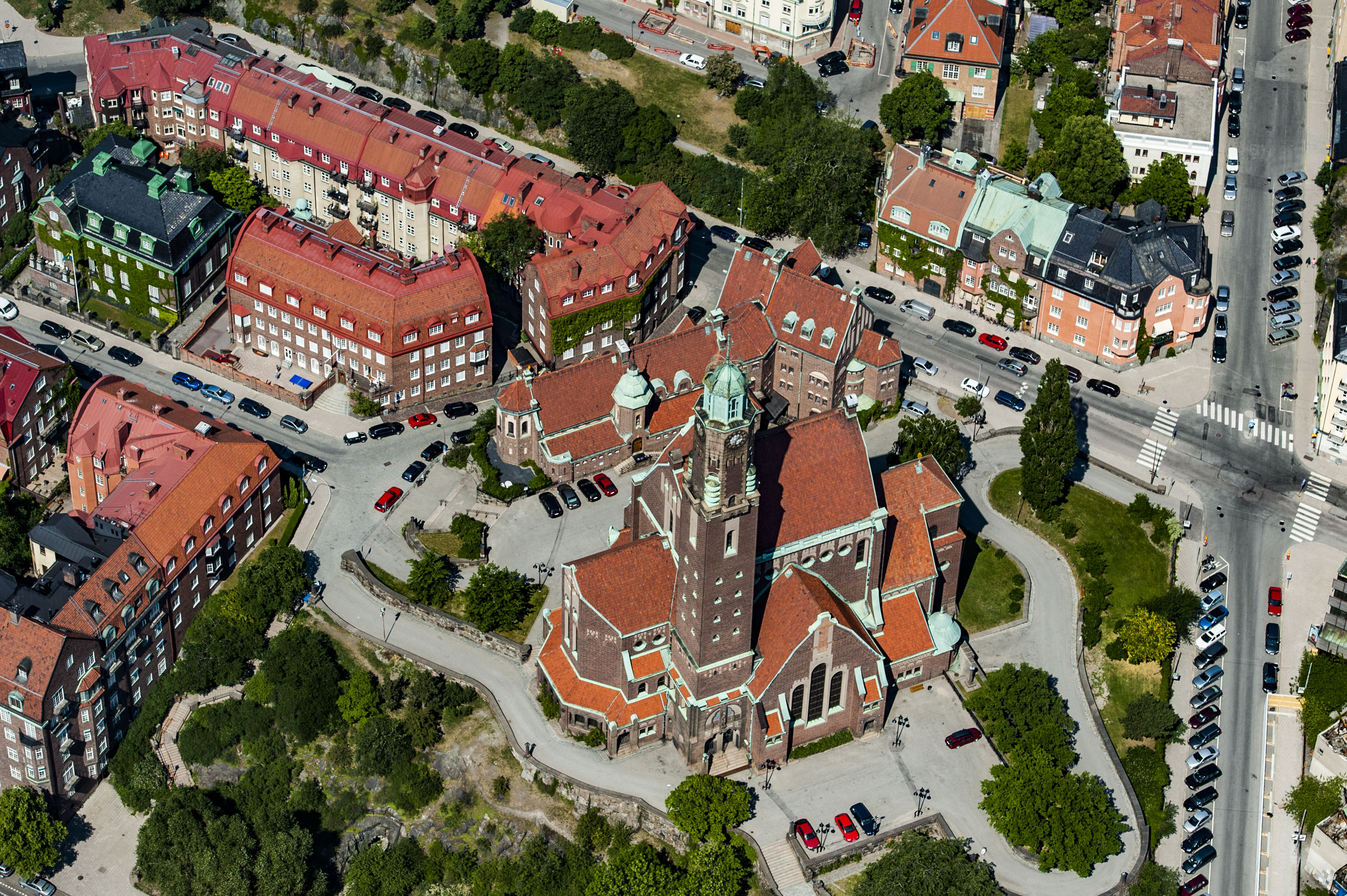
Engelbrektskyrkan från ovan, Engelbrekts kyrkogata sträcker sig mellan kyrkan och bostadshusen till vänster.

Engelbrekts kyrkogata är en gata i Lärkstaden på Östermalm i Stockholms innerstad, med sträckning från Karlavägen till Östermalmsgatan. Gatan fick sitt namn 1909 efter den i närheten planerade Engelbrektskyrkan, som ritades av Lars Israel Wahlman och invigdes 1914.

## Sträckning och gatuinformation

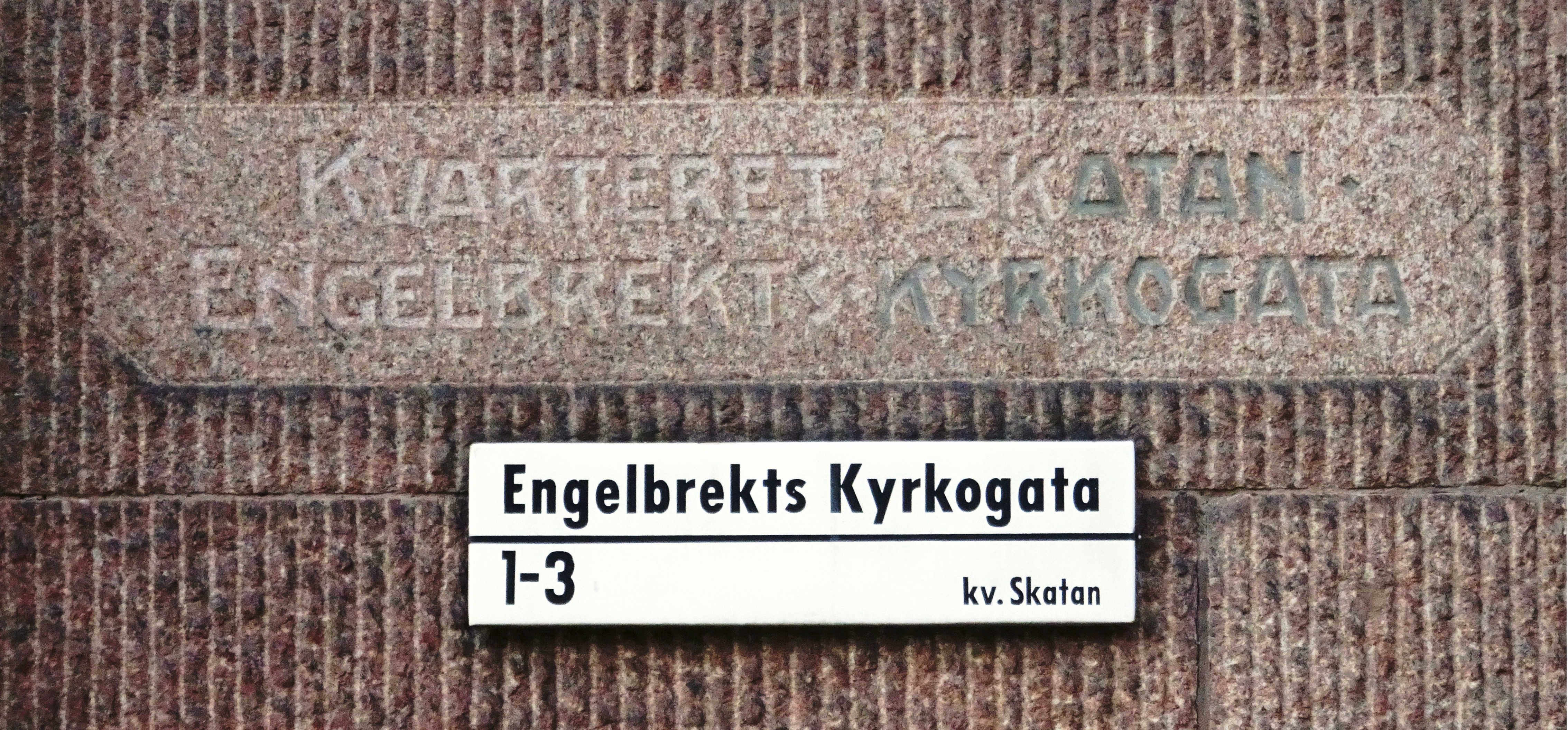
Gatuskylt på Skatan 1.

Gatan börjar vid Karlavägen 11, fastigheten Skatan 1 och fortsätter sedan upp via ett par monumentala trappor till en korsning med Bragevägen, för att sedan sluta vid en korsning med Östermalmsgatan. Längden på gatan är 130 meter.
Kvarteren Skatan, Korsnäbben och Sidensvansen ligger vid gatan. Kvartersnamnen vid gatan är fågelrelaterade och anknyter till liknande namn som Flugsnapparen, Tofslärkan, Trädlärkan, Sånglärkan och Piplärkan.
Hela Kvarteret Korsnäbben, inklusive Engelbrektskyrkan och Engelbrekts församlingshem, är blåklassat av Stadsmuseet i Stockholm vilket innebär "att bebyggelsen bedöms ha synnerligen höga kulturhistoriska värden". Även fastigheten Sidensvansen 6 är blåklassad. Övriga byggnader längs gatan är grönklassade, som betyder "särskilt värdefull från historisk, kulturhistorisk, miljömässig eller konstnärlig synpunkt".

## Nutida bilder

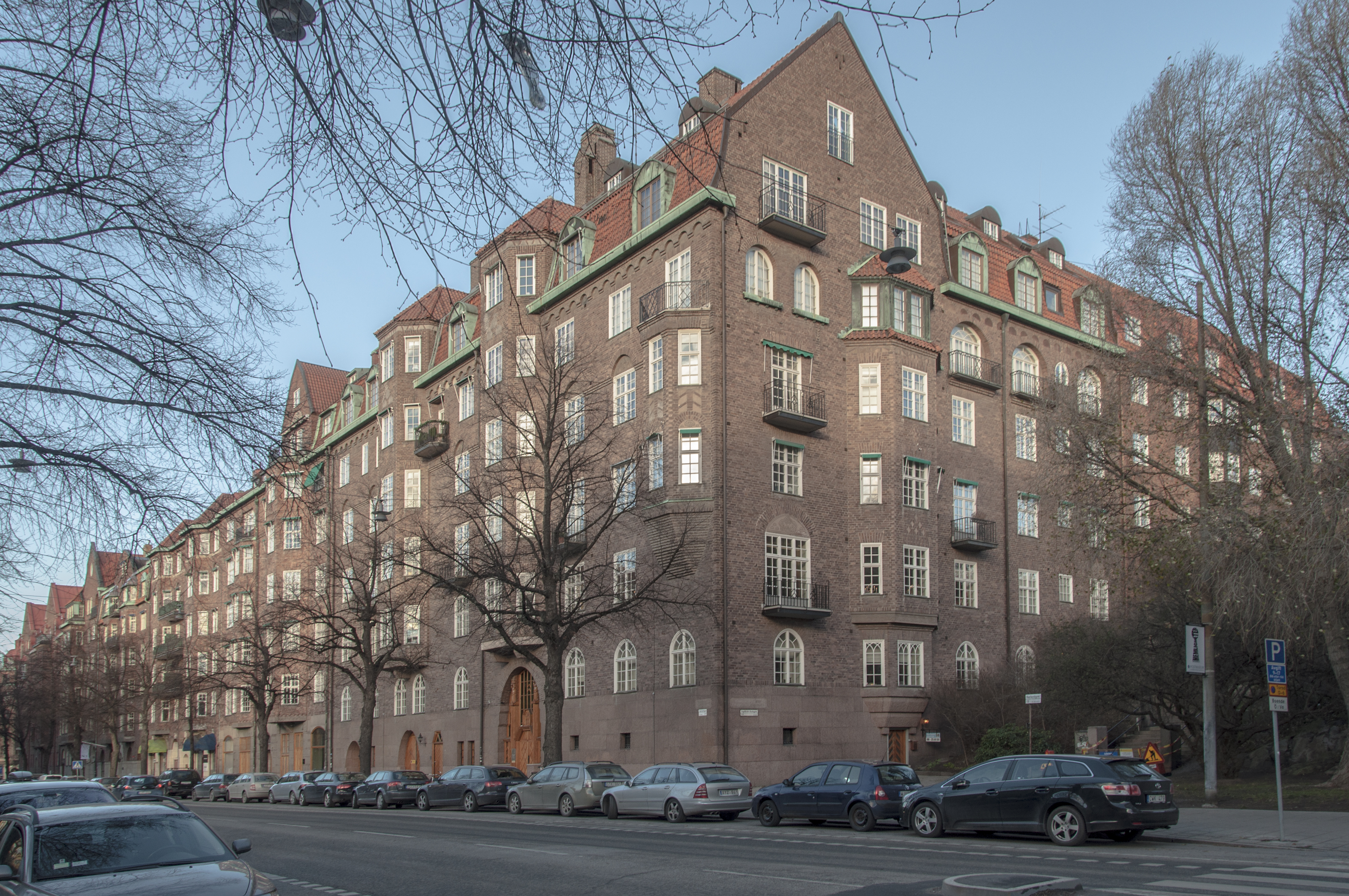
Engelbrekts kyrkogata 1 / Karlavägen 11 (Skatan 1).
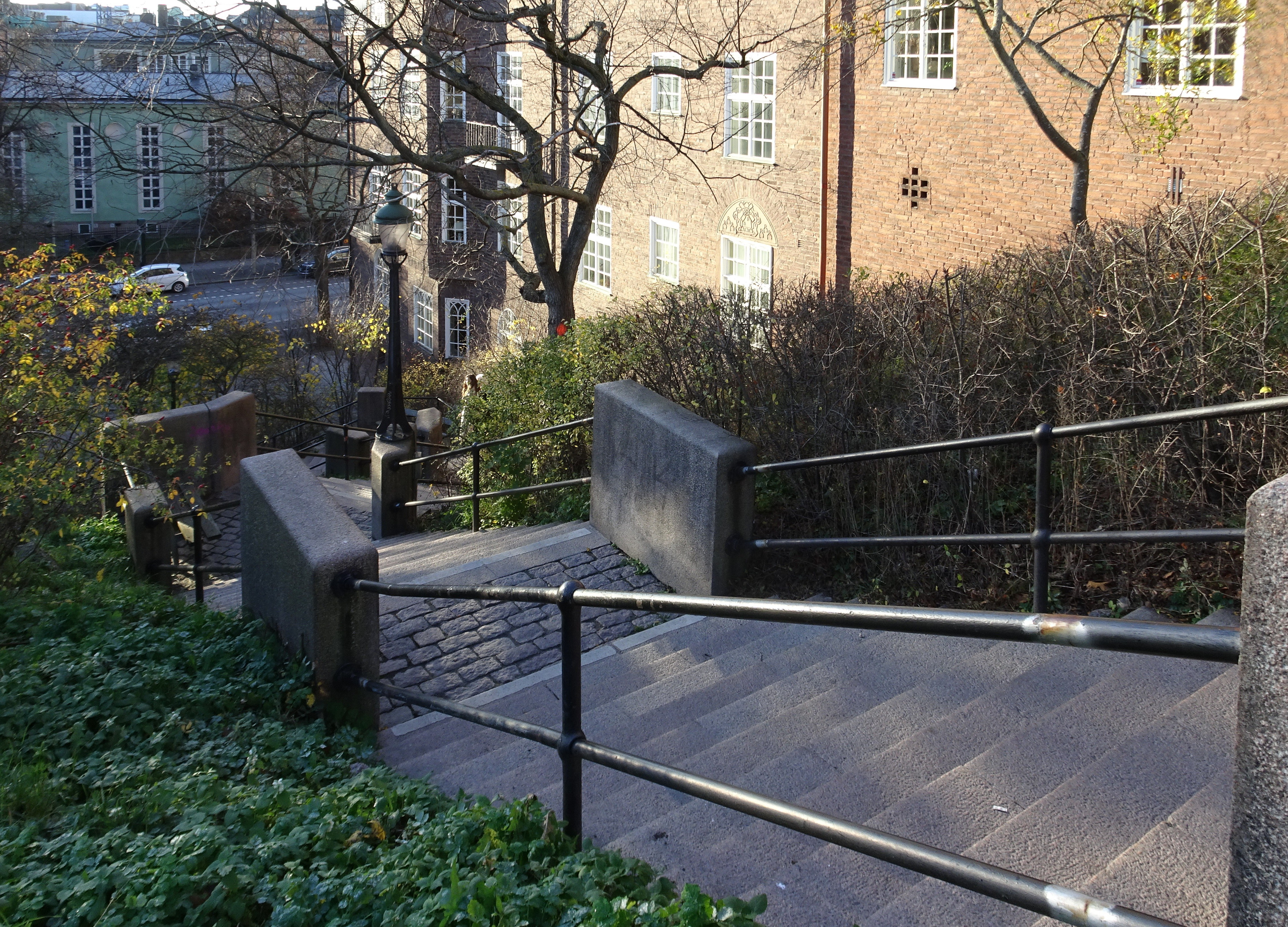
Trapporna ner till Karlavägen.
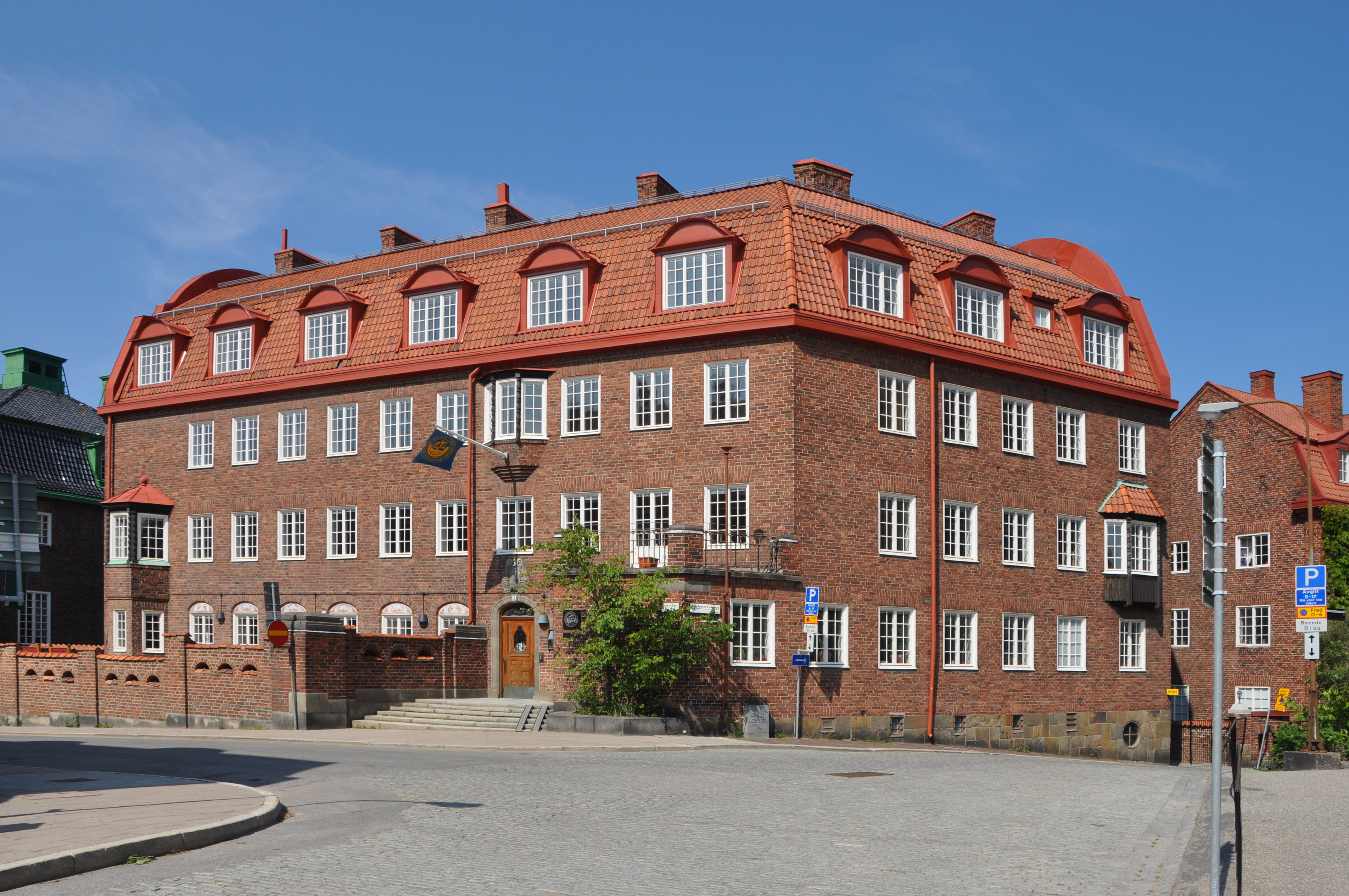
Engelbrekts kyrkogata 5 / Bragevägen 2 (Sidensvansen 6).
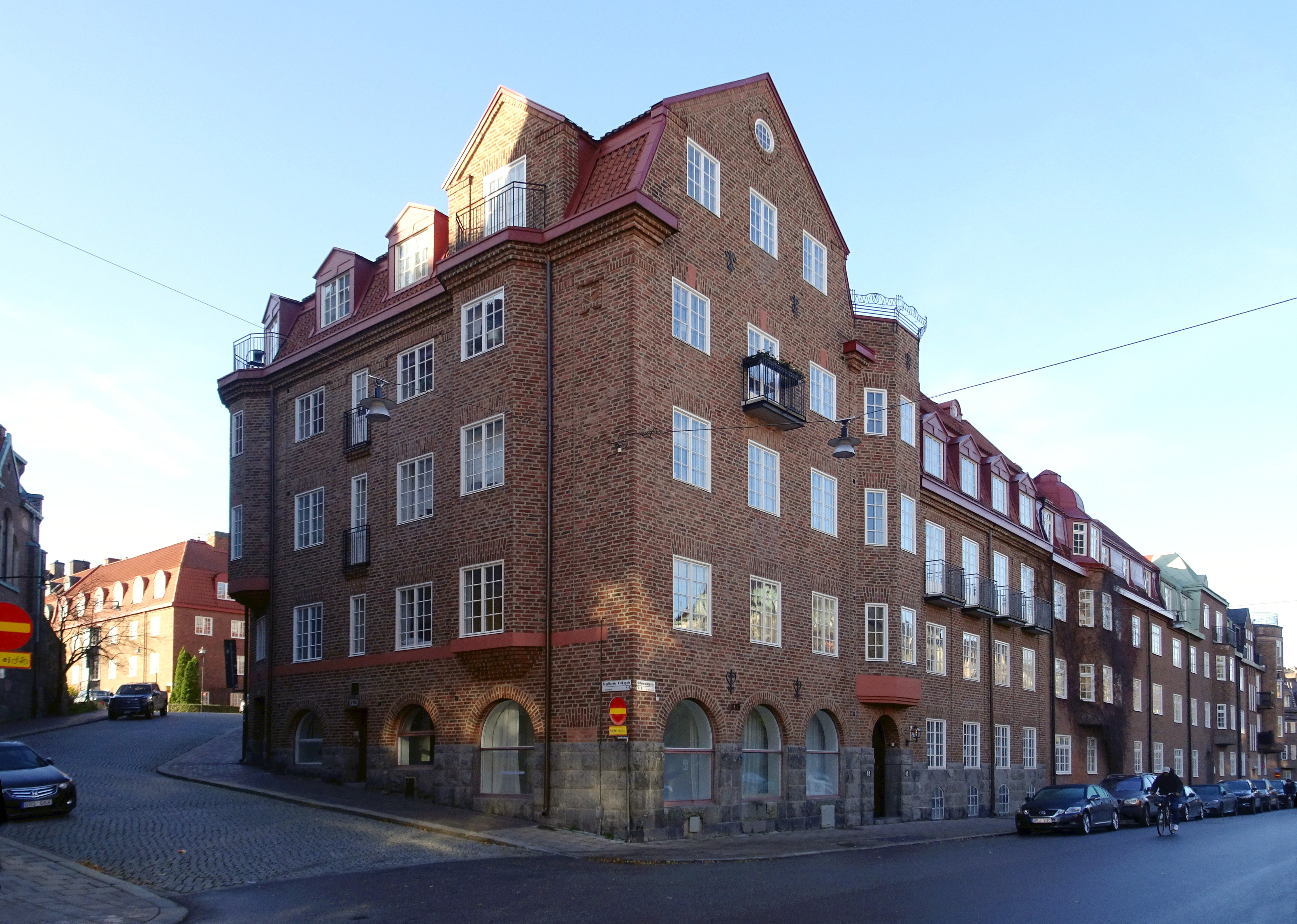
Engelbrekts kyrkogata 7B / Östermalmsgatan 18 (Sidensvansen 5).
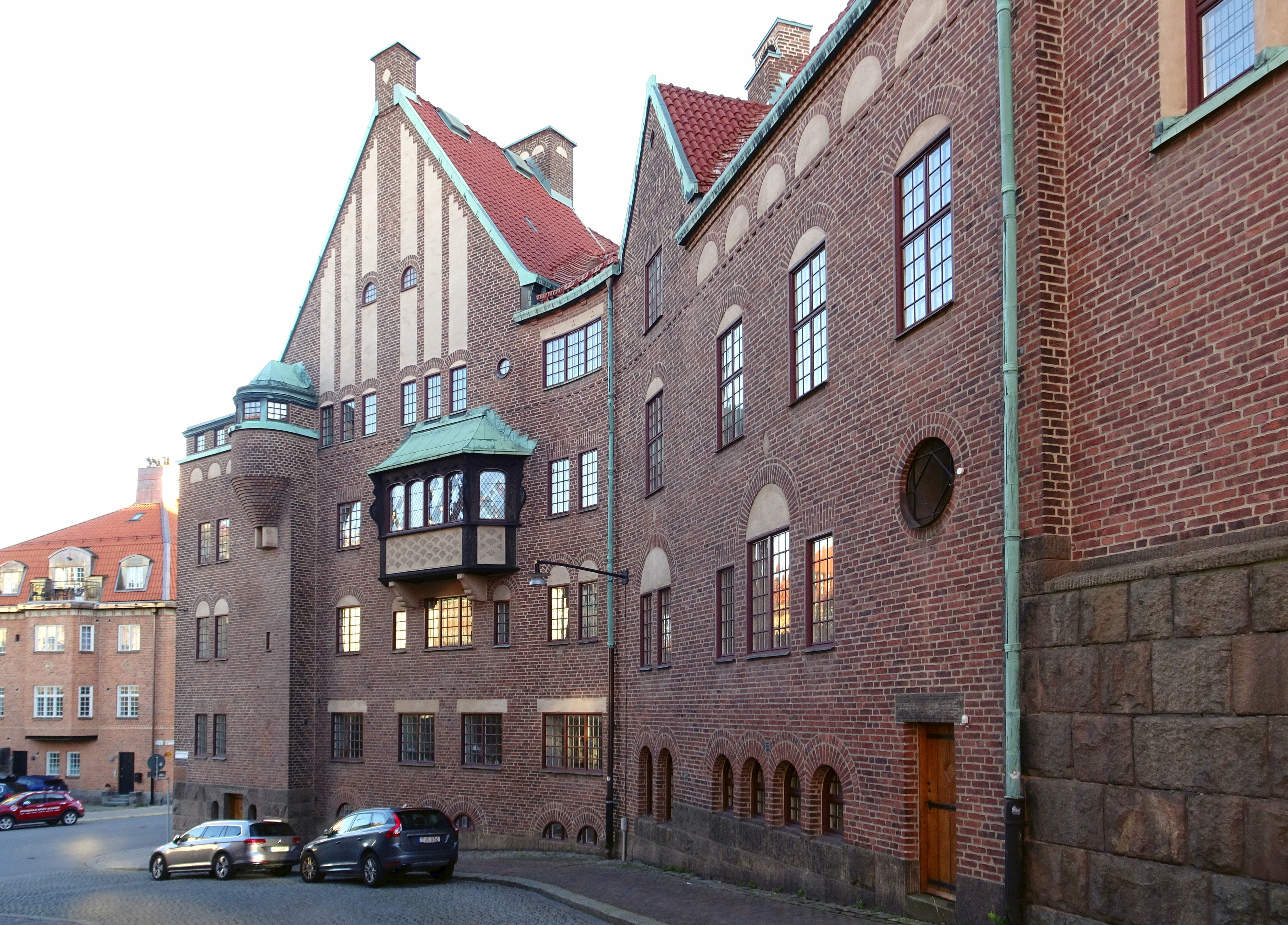
Engelbrekts kyrkogata 2, Engelbrekts församlingshem.